# Avenue Antoine-de-Saint-Exupéry
Pour les articles homonymes, voir Saint-Exupéry (homonymie).
L'avenue Antoine-de-Saint-Exupéry (en occitan : avenguda Antoine de Saint-Exupéry) est une voie de Toulouse, chef-lieu de la région Occitanie, dans le Midi de la France.

## Situation et accès

### Description
L'avenue Antoine-de-Saint-Exupéry est une voie publique. Elle traverse le quartier du Pont-des-Demoiselles, dont elle forme l'axe principal.
L'avenue est correspond à la première partie de la route métropolitaine 2, anciennement route départementale 2, qui est l'axe le plus direct entre Toulouse et Revel. Elle débute au carrefour routier majeur du pont des Demoiselles, situé au-dessus et à côté du canal du Midi, et la place de l'Ormeau, croisement avec l'avenue Jean-Rieux et son prolongement direct, la route de Revel. Sur son tracé, hors des voies routières, elle croise, par un passage inférieur, la ligne Bordeaux-Sète, surélevée dans le quartier.
La chaussée compte une voie de circulation automobile dans chaque sens. Elles sont bordées, mais entre le pont des Demoiselles et la place Roger-Arnaud seulement, par une bande cyclable.

### Voies rencontrées
L'avenue Antoine-de-Saint-Exupéry rencontre les voies suivantes, dans l'ordre des numéros croissants (« g » indique que la rue se situe à gauche, « d » à droite) :
1. Pont des Demoiselles
2. Boulevard de la Méditerranée (d)
3. Boulevard Griffoul-Dorval (g)
4. Place Pierre-Mendès-France (g)
5. Rue des Trois-Fours (d)
6. Avenue de Lespinet (d)
7. Place Roger-Arnaud (g)
8. Impasse de Revel (d)
9. Rue de la Gaieté (g)
10. Rue Barrau (g)
11. Rue Joseph-Saget (d)
12. Rue Dufour (d)
13. Rue de la Briqueterie (d)
14. Rue Jean-Chaptal (g)
15. Rue Béziat (d)
16. Avenue de Courrèges (g)
17. Avenue du Petit-Prince (d)
18. Avenue Paul-Langevin (g)
19. Impasse Proudhon (d)
20. Rue Émile-Barry (d)
21. Avenue des Cottages (g)
22. Impasse Saint-Exupéry (g)
23. Rue Johan-Strauss (d)
24. Rue de l'Est (g)
25. Rue des Buissonnets (d)
26. Rue Jean-Paul-Laurens (g)
27. Rue Louis-Blanc (g)
28. Rue Ambroise-Thomas (d)
29. Chemin de la Butte (d)
30. Cité du 6-Avril-1944 (g)
31. Rue de Fontenelle (g)
32. Rue Engalières (g)
33. Rue Pierre-Lauzeral (g)
34. Rue de Venasque (d)
35. Rond-point Henry-Potez (d)
36. Rue de Tahiti (g)
37. Avenue Louis-Breguet (d)
38. Impasse de l'Ormeau (d)
39. Place de l'Ormeau (g)
40. Impasse Hubert-Latham (d)
41. Avenue Jean-Rieux (g)
42. Route de Revel

### Transports
L'avenue Antoine-de-Saint-Exupéry est parcourue et desservie, sur toute sa longueur, par la ligne du Linéo L9. Elle est également desservie, entre le boulevard Bernard-Griffoul-Dorval et l'avenue de Lespinet, par la ligne de bus 27. À l'autre bout de l'avenue, près de la rue de Tahiti, se trouvent les arrêts du Linéo L8.
Il existe plusieurs stations de vélos en libre-service VélôToulouse le long de l'avenue Antoine-de-Saint-Exupéry ou à proximité : les stations no 98 (80 allée des Demoiselles), no 200 (face 345 avenue Jean-Rieux), no 201 (256 avenue Antoine-de-Saint-Exupéry), no 202 (165 avenue Antoine-de-Saint-Exupéry), no 203 (avenue Antoine-de-Saint-Exupéry) et no 204 (place Roger-Arnaud).

## Odonymie

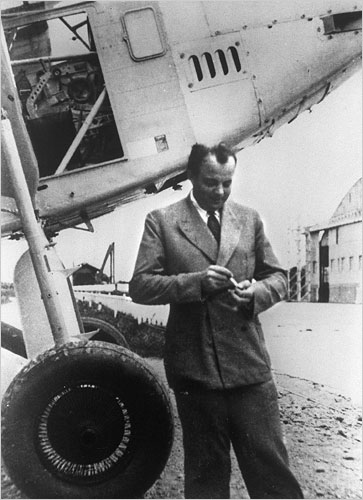
Antoine de Saint-Exupéry à Toulouse en 1933.

L'avenue est nommée en mémoire d'Antoine de Saint-Exupéry (1900-1944). C'est en 1922, durant son service militaire, qu'il devient pilote. Entre 1926 et 1932, il travaille pour la compagnie Latécoère qui transporte le courrier de Toulouse au Sénégal puis l'Amérique du Sud, et participe à l'épopée de l'Aéropostale : les usines et la piste d'envol se trouvent au bas du quartier de Montaudran, le long du chemin Carrosse. Parallèlement, il devient écrivain et publie plusieurs romans qui rencontrent le succès. Pendant la Seconde Guerre mondiale, il rejoint les États-Unis et devient l'une des voix de la Résistance. Il trouve la mort le 31 juillet 1944 lors d'une mission de reconnaissance. Le Petit Prince, publié aux États-Unis en 1943 et en France en 1946 lui apporte une renommée mondiale. Une autre voie du quartier du Pont-des-Demoiselles en porte d'ailleurs le nom.
Au XVIIe siècle, l'avenue Antoine de Saint-Exupéry était connue sous le nom de chemin bas de Montaudran : elle correspond en effet à une partie du chemin qui, depuis la porte Montgaillard et par les actuelles rue Alfred-Duméril et allée des Demoiselles, menait au village de Montaudran, en passant au pied de la butte du Calvinet. L'autre itinéraire qui menait depuis la porte Saint-Étienne à Montaudran (actuelle avenue Jean-Rieux) en passant par la Côte Pavée était par opposition désigné comme le chemin haut de Montaudran. Au début du XIXe siècle, le chemin de Montaudran fut inclus dans la route de Revel et en prit le nom. Ce nom ne fut cependant conservé que pour la dernière partie, au-delà de la place de l'Ormeau, la première partie devenant, par décision du conseil municipal du 5 mai 1955, l'avenue de Saint-Exupéry

## Histoire
La route fut parcourue par l'ancien tramway de Toulouse.
L'avenue est réputée bien dotée en commerces,. Historiquement longée de maisons toulousaines, elle connait depuis plusieurs années une densification conséquente et elle est désormais longée par de multiples immeubles,.

## Patrimoine et lieux d'intérêt

### Église Saint-Joseph
L'église Saint-Joseph est élevée entre 1862 et 1863, sous la direction de l'architecte Auguste Delort et de l'abbé Gailhard, curé de la paroisse depuis 1856, pour desservir le faubourg du Pont-des-Demoiselles.
- no  40 : maison paroissiale.

- no  42 : église Saint-Joseph. 
L'architecte reprend un modèle répandu d'église néo-gothique, de style méridional. Elle se compose d'un vaisseau unique, auquel ont ajouté postérieurement deux collatéraux. Le clocher-porche hexagone, qui donne un aspect monumental à l'édifice, est surmonté d'une flèche. Un grand arc brisé contient le portail d'entrée. Il est surmonté d'un second arc, qui contient une sculpture de saint Joseph et l'Enfant Jésus. La nef, qui compte sept travées, voûtée d'ogives, repose sur des colonnes aux chapiteaux floraux. Elle est éclairée par les vitraux de Louis de Saint-Blancat et de Louis-Victor Gesta, exécutés en 1878, ornés de médaillons représentant le Sacré Cœur ainsi que plusieurs saints. Le chœur possède également des vitraux, réalisés en 1871 par Rigaud, représentant des scènes de la vie de saint Joseph. La tribune de l'orgue, disposée contre le mur nord au dessus de l'entrée, porte un orgue réalisé entre 1944 et 1946 par Maurice Puget. La chapelle du baptistère, à côté de l'entrée, est ornée d'un vitrail représentant le baptême du Christ, probablement du XXe siècle[9].

### Espaces culturels
- no  30 : théâtre du Conservatoire à rayonnement régional (deuxième moitié du XIXe siècle)[10].
- no  45 : Maison de la Danse[11].
- no  63 bis : Espace Pont des Demoiselles (Eugène Curvale, 1899)[12].
- no  165 : groupe scolaire Courrège.

### Immeubles et maisons
- no  7 : immeuble (deuxième moitié du XIXe siècle)[13].
- no  26 : immeuble (deuxième quart du XXe siècle)[14].
- no  61 : immeuble (deuxième moitié du XXe siècle)[15].
- no  101 : caserne Courrège (deuxième moitié du XXe siècle)[16].
- no  117 : maison (1927)[17].
- no  135 : maison (deuxième moitié du XIXe siècle)[18].
- no  151 : immeuble.
- no  153 : immeuble.
- no  157 : immeuble.
- no  157 : maison du Petit Bois (deuxième quart du XIXe siècle)[19].
- no  160 : maison (deuxième quart du XXe siècle)[20].
- no  160 bis : maison (deuxième quart du XXe siècle)[21].
- no  197 : maison (premier quart du XXe siècle)[22].
- no  200 bis : maison (deuxième moitié du XXe siècle).
- no  239 : maison (deuxième moitié du XIXe siècle)[23].
- no  244 : maison (deuxième moitié du XXe siècle).